# Mossack Fonseca
Mossack Fonseca & Co. byla panamská advokátní kancelář a poskytovatel služeb pro podniky. Svého času byla čtvrtým největším poskytovatelem offshore finančních služeb na světě. Od svého založení v roce 1977 až do zveřejnění Panama Papers v dubnu 2016 zůstávala většinou neznámá, přestože stála v centru globálního offshorového průmyslu a jednala pro přibližně 300 000 společností. Více než polovina z nich byla registrována v britských daňových rájích a také ve Spojeném království.
Celosvětové mediální pozornosti se firmě dostalo v dubnu 2016, kdy Mezinárodní konsorcium investigativních novinářů zveřejnilo informace o finančních transakcích jejích klientů v článcích Panama Papers poté, co do zpravodajských médií unikla obrovská zásoba dokumentů firmy z let 1970 až 2015, které „zapletly nejméně 140 politiků z více než 50 zemí“ do schémat daňových úniků.
Dne 14. března 2018 firma oznámila, že ukončuje činnost z důvodu poškození své finanční situace a pověsti, které jí způsobilo odhalení mnohamiliardových schémat praní špinavých peněz.